# Ricardo Planchón Malán
Ricardo Arnoldo Planchón Malán (25 de mayo de 1926 - Colonia, Uruguay, 20 de agosto de 2018) fue un político uruguayo perteneciente al Partido Nacional.
Militante blanco desde su juventud. De origen herrerista, integró la agrupación de Benito Nardone; en 1958, con la agrupación Lista 12 contribuyó al triunfo del partido. Más adelante, en las elecciones de 1962, es electo diputado por el departamento de Colonia, e ingresa al Parlamento el 15 de febrero de 1963. Es reelecto para los siguientes periodos, viendo interrumpida su carrera parlamentaria por el golpe de Estado del 27 de junio de 1973. Al retornar la democracia, fue diputado suplente durante 1986 y 1995-1998.
Siguiendo la línea de algunos dirigentes del Partido Nacional como Arturo Heber o Gallinal, Planchón dirigente fuerte sobre todo en su departamento apoyó, en el emblemático plebiscito de 1980 en plena dictadura militar en Uruguay, la opción por wl SI a la reforma constitucional propuesta por las fuerzas dictatoriales de la época.
Su apoyo decidido al gobierno de facto, en éste, como algunos otros episodios que marcaron aquella época, le costó, al igual que a otros actores de la política nacional una vertiginosa caída en su popularidad una vez repuesto el orden institucional y la vida democrática en el país.
Casi retirado de la política, ocasionalmente realizó intervenciones públicas. Sin embargo en 2009 apoya la precandidatura de Luis Alberto Lacalle, volviendo a la palestra. 
Casado con Wilma Geymonat. Su hijo Ricardo también actúa en política.